# A-412,997
A-412,997 je lek koji deluje kao dopaminski agonist i koji se koristi u naučnim istraživanjima. On je bio prvi lek sa visokom selektivnošću za D4 podtip. Njegova selektivnost je znatno veća od starijih D4 jedinjenja poput PD-168,077 i CP-226,269. U životinjskim testovima je pokazano da on poboljšava kognitivne sposobnosti pacova u sličnoj meri kao i metilfenidat, ali bez neželjenih efekata. Za razliku od drugih dopaminskih agonista, selektivni D4 agonisti ne proizvode sporedne efekte kao što je sedacija i mučnina, tako da imaju prednost u odnosu na starije dopaminske agoniste.